# Karl-Heinz Drygalsky
Karl-Heinz Drygalsky (* 5. September 1937 in Berlin) ist ein ehemaliger Konditionstrainer und Präsident von Borussia Mönchengladbach.

## Karriere
Drygalsky war von 1972 bis 1992 Konditionstrainer von Borussia Mönchengladbach. Im direkten Anschluss wurde er 1992 zum Präsidenten gewählt, als Nachfolger des langjährigen Präsidenten Helmut Beyer. Drygalski gab das Amt 1997 nach mehreren Auseinandersetzungen mit dem damaligen Manager Rolf Rüssmann auf. 
Drygalsky war Diplomsportlehrer und seit 1969 Dozent am Institut für Leichtathletik und Turnen an der Deutschen Sporthochschule in Köln. Zuvor war er von 1968 bis 1972 Trainer für Wurf und Stoß beim ASV Köln. In seiner Jugend war er Mitglied beim ASV Berlin und 1958 und 1960 zweimaliger Deutscher Mannschafts-Meister im Zehnkampf. Als Konditionstrainer von Borussia Mönchengladbach arbeitete er ab 1972 mit Hennes Weisweiler, Udo Lattek, Jupp Heynckes, Wolf Werner, Gerd vom Bruch und Jürgen Gelsdorf zusammen.
Er war Referent bei internationalen und nationalen Kongressen/Lehrgängen für Fußball, Leichtathletik, Trainingslehre und Rehabilitation. Es gibt von ihm Veröffentlichungen zum Problemkreis Konditionstraining und Rehabilitation. Gemeinsam mit Gerd Thissen hat er im Carolus-Verlag im Jahre 1992 auch das Buch „Gymnastik für Fußballer aller Leistungsklassen“, Trainings- und Wettkampfpraxis, Fußball, Band 1, veröffentlicht.

## Schriften
- Karl-Heinz Drygalsky, Gerd Thissen: Gymnastik für Fußballer aller Leistungsklassen. Carolus-Verlag, Wassenberg-Effeld, 1992, ISBN 3-927570-02-8